# Wapen van Herk-de-Stad

Het wapen van Herk-de-Stad (sinds 1986).

Het wapen van Herk-de-Stad is het heraldisch wapen van de gemeente Herk-de-Stad in de Belgische provincie Limburg. Het eerste wapen werd op 21 augustus 1871 bij Koninklijk Besluit aan Herk-de-Stad toegekend. Een aangepast wapen werd op 17 oktober 1986 bij ministerieel besluit toegekend aan de fusiegemeente Herk-de-Stad.

## Geschiedenis

Oude wapen van Herk-de-Stad.
Oude wapen van Schulen.

Na de fusie van de gemeentes Herk-de-Stad en Schulen in 1975 werd er voor gekozen om de wapens van de twee gemeentes te combineren tot een nieuw wapen voor de fusiegemeente Herk-de-Stad. Het wapen van Herk-de-Stad is gebaseerd op het wapen van het graafschap Loon, waartoe Herk-de-Stad behoorde, en dat het al in 1307 op haar zegel voerde. Het was pas bij de aanvraag van het eerste wapen in 1871 dat men er de patroonheilige van de parochiekerk, Sint-Maarten, in de kleuren van Loon aan toevoegt. Schulen, dat deel uitmaakte van de vrije heerlijkheid en later de baronie van Lummen, kreeg op 24 april 1952 als gemeentewapen het wapen van de hertogen van Arenberg toegekend.

## Blazoenering
De blazoenering van het eerste wapen luidde:
Coupé, en chef de gueules au St Martin d'or, en pointe, burelé d'or et de gueules de dix pièces.— Koninklijk Besluit van 21 augustus 1871.
De huidige blazoenering luidt:
Gedeeld 1. doorsneden a. in keel een Sint-Maarten te paard, zijn mantel delend met een arme, alles van goud b. gedwarsbalkt van tien stukken van goud en van keel 2. in keel drie vijfbladen van goud, doorboord van het veld.— Ministerieel besluit van 17 oktober 1986.

## Vergelijkbare wapens

Het wapen van Loon en alle afgeleide wapens daarvan.
Het wapen van Hamont.
Het wapen van Beringen (Loonse stad).
Het wapen van Bilzen (Loonse stad).
Het wapen van Borgloon (Loonse stad).
Het wapen van Bree (Loonse stad).
Het wapen van Dilsen-Stokkem (Stokkem = Loonse stad).
Het wapen van Genk.
Het wapen van Hamont-Achel (Loonse stad).
Het wapen van Hasselt (Loonse stad).
Het wapen van Kinrooi.
Het wapen van Maaseik (Loonse stad).
Het wapen van Nieuwerkerken.
Het wapen van Peer (Loonse stad).
Het wapen van Zutendaal.